# Erasmus Engert
Erasmus Engert (* 24. Februar 1796 in Wien; † 14. April 1871 ebenda), ab 1865 auch Erasmus Ritter von Engert genannt, war ein österreichischer Genre- und Porträtmaler, sowie Gemälderestaurator.

## Leben
Engert war der Sohn eines bürgerlichen Bilderhändlers und Tändler am Wiener Spittelberg. Er studierte von 1809 bis 1823 an der Akademie der bildenden Künste, wo er unter anderem bei Hubert Maurer das Modellzeichnen und bei Anton Petter die Historienmalerei erlernte. Nach Abschluss seines Studiums wurde er als Zeichenlehrer an die Ingenieurakademie in Wien berufen. Im Jahr 1833 unternahm er mit Wilhelm August Rieder eine Bildungsreise nach Italien und führte nach seiner Rückkehr Bildnisse und historische Gemälde, auch Kopien älterer Meisterwerke aus. 1840 wurde er zum zweiten Kustos Gemäldesammlung der Wiener Kunstakademie ernannt und wechselte als Kustos und Restaurator in die k.k. Gemäldegalerie im Schloss Belvedere dortige Galerie. Dort restaurierte er unter anderem das Gemälde Madonna mit dem Kinde von Tizian.

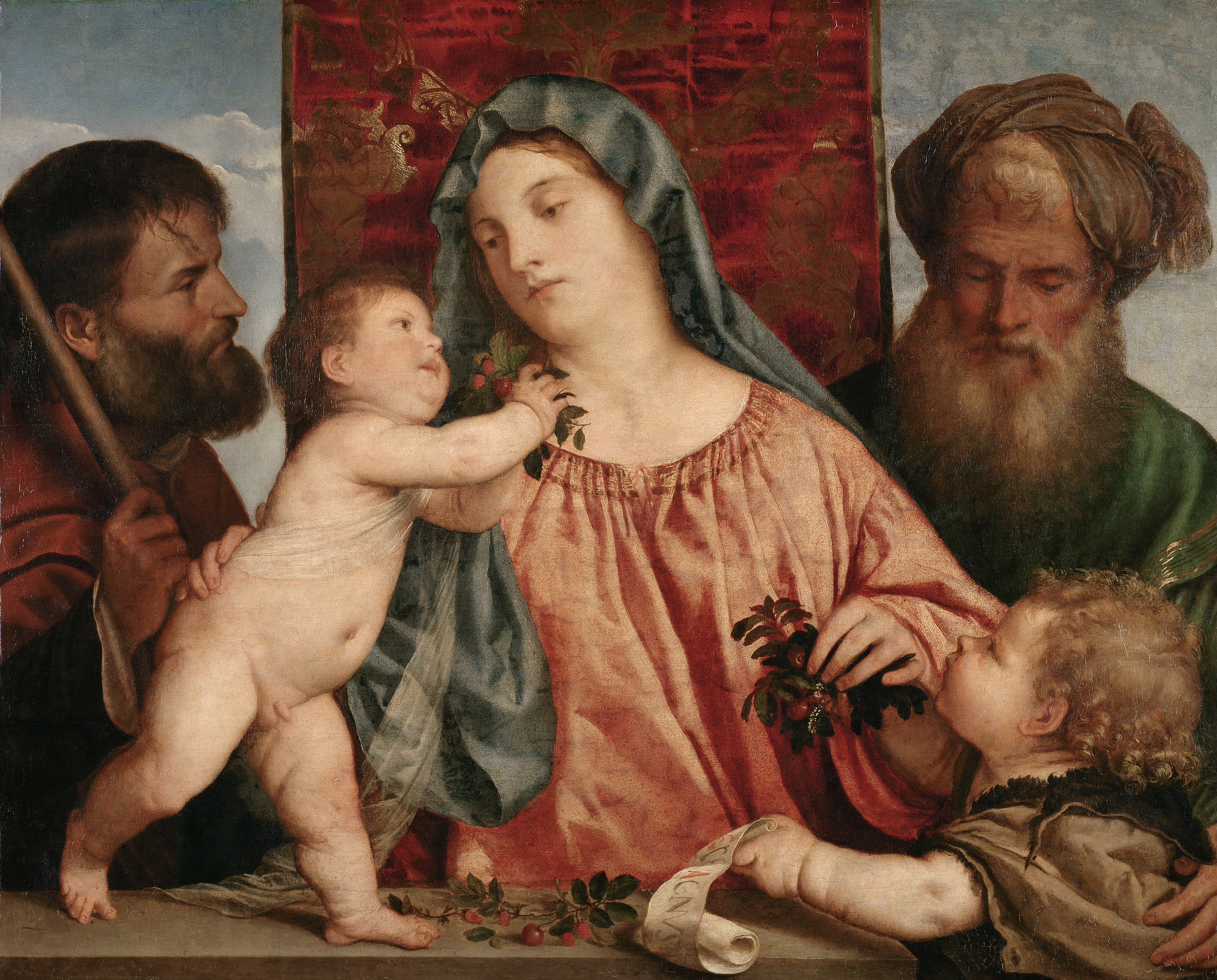
Tizian: Kirschenmadonna, oder Madonna mit dem Kinde

Dabei übertrug er das Gemälde von dem alten Holz auf ein neues, indem er die Rückseite des Bildes vorsichtig ablöste, so dass darunter sichtbar frühere Versionen sichtbar wurden. Die ursprünglich geplante Komposition zeigte, dass die beiden Heiligen erst sehr spät hinzugefügt wurden. Ehe er das Bildnis nun wieder auf ein neues Holz aufzog, kopierte er diese Unterfläche, um sie für die Kunstforschung zu erhalten.
1857 wurde er der Nachfolger von Johann Peter Krafft als Direktor der Galerie Belvedere. Er wollte einen umfangreichen Katalog derselben erstellen und veröffentlichen. Es blieb jedoch bei dem kurz gefassten Verzeichnis (Bestandskatalog der alten und modernen Gemälde der kaiserlichen Galerie im Belvedere), das er dem geplanten Werk vorausgeschickt hatte.
Engert arbeitete seit 1829 überwiegend als Gemälderestaurator, betätigte sich jedoch auch als Kopist, während eigenständige Werke von ihm kaum vorhanden sind. Engert, der zum Freundeskreise des Medailleurs Joseph Daniel Böhm gehörte, war wie dieser Kunstsammler, er erwarb ab 1820 nachweislich mehrere Gemälde, und auch als Bildankäufer für die Gemäldesammlungen aktiv. Im Jahr 1838 mit Joseph von Führich nach Venedig entsendet, um dort eine Auswahl von Bildern zu tätigen, die nach Wien überführt werden sollten. 1854 wurden er und Böhm um eine Expertise gebeten, als es um Leonardo da Vincis Abendmahl ging, das durch Stefano Barezzi (1789–1859) restauriert werden sollte. Eduard von Engerth (1818–1897) wurde sein Nachfolger als Direktor der Galerie.

## Auszeichnungen (Auswahl)
- Am 15. November 1865 erhob ihn Kaiser Franz Joseph I. für die „großen Verdienste um die Restaurierung hervorragender Werke dieser Samml[ung] sowie der Neuordnung derselben“ mit dem Orden der Eisernen Krone dritter Klasse in den Ritterstand.[11] und ermöglichte ihm damit die Erhebung in den Adelsstand, um den dieser jedoch niemals angesucht hat.[1]
- Kaiserlich-königlicher Regierungsrat
- Mitglied der Akademie der bildenden Künste Wien
- Offizier des kaiserlich mexikanischen Guadalupe-Ordens[12]

## Werke (Auswahl)

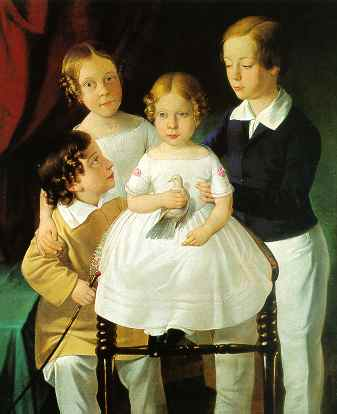
Die Kinder des Fabrikanten Zlamal

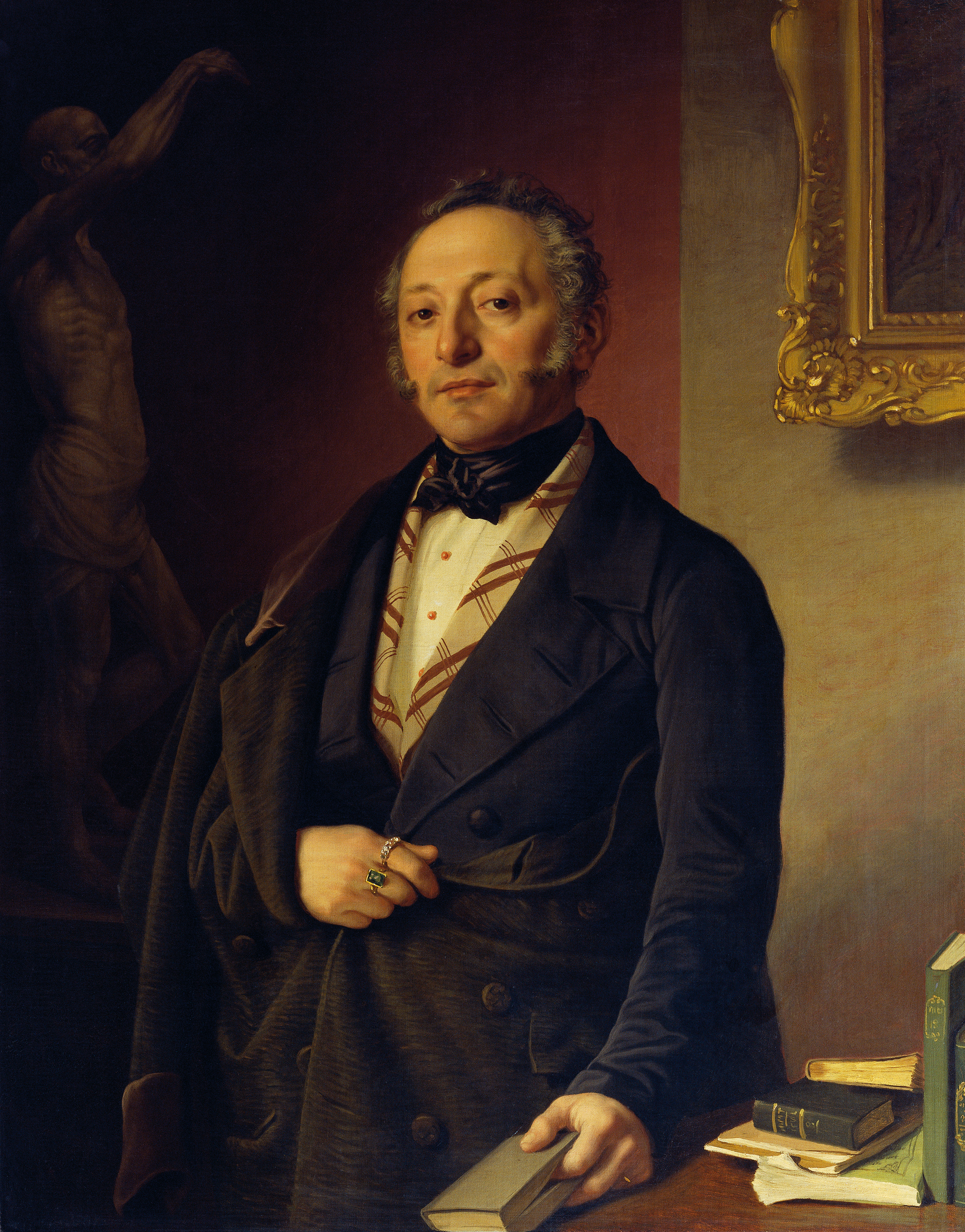
Der Apotheker Hofmann

Engert besaß eine bedeutende Sammlung alter Gemälde und Kunstgegenstände, die nach seinem Tod in Wien versteigert wurde.
- Zeichnungen für das Taschenbuch Aglaja nach Meisterwerken der Wiener Sammlung, von Friedrich John als Stiche ausgeführt.
- Porträt des Wiener Apothekers Hofmann
- Die vier Kinder des Tischlerfabrikanten Zlamal in Wien
- Wiener Hausgarten (um 1828)
- Bauernhof bei Gutenstein
- Genreszenen: Wiener Vorstadtgarten und Interieur bei Lampenlicht (vor 1830)
- Betende alte Frau Kopie nach Rembrandt van Rijn
- Bildnis einer hellblonden stattlichen venetianischen Dame Kopie nach Jacopo Palma
- Galathea Kopie nach Francesco Albani

Schriften
- Catalog der K.K. Gemälde-Gallerie im Belvedere zu Wien. Gerold, Wien 1858.
- Catalog der Gemälde moderner Schule. Gerold, Wien 1865.